# 普里卡斯皮斯基村委员会
普里卡斯皮斯基村委员会（俄语：Прикаспийский сельсовет）是俄罗斯联邦阿斯特拉罕州纳里马诺夫区所属的一个村委员会。其下辖有5个居民点，行政中心为普里卡斯皮斯基。据2015年统计，该村委员会的人口为2019人。